# Гаврилов, Андрей Владимирович (музыкант)
Андре́й Влади́мирович Гаври́лов (род. 21 сентября 1955, Москва) — советский, российский, британский, немецкий и швейцарский пианист и дирижёр.

## Биография
Андрей Владимирович Гаврилов родился 21 сентября 1955 года в Москве. Его отец, Владимир Гаврилов, был известным художником; мать — Ассанетта Егиссерян, была пианисткой (занималась в своё время у Генриха Нейгауза) и его первым педагогом.
С 1960 года Гаврилов занимался в Центральной музыкальной школе (ЦМШ), которую закончил с золотой медалью. Его педагогом по специальности стала Татьяна Кестнер (ученица Александра Гольденвейзера). В консерватории он обучался у Льва Наумова (ученик Генриха Нейгауза). В дальнейшем Лев Наумов в своих мемуарах и интервью неоднократно отмечал большой талант и глубокую музыкальность Гаврилова.
В 1974 году 18-летний юноша занял первое место на международном конкурсе им. Чайковского. В том же году, на Зальцбургском фестивале, заменил заболевшего Святослава Рихтера. Впоследствии вместе с Рихтером он исполнил и записал сюиты Генделя.
В 1976 году участвовал в лондонском концерте с Борнмутским оркестром под управлением Пааво Берглунда. В 1978 году Гаврилов совершил первый тур с Берлинским филармоническим оркестром, состоявший из 30 концертов в крупнейших городах мира.
В декабре 1979 года, во время подготовки к турне с Гербертом фон Караяном, ему был закрыт выезд из страны. По воспоминаниям Гаврилова, он был практически подвергнут домашнему аресту, находился под постоянным наблюдением КГБ; в милиции ему показали подготовленную государственную информацию о том, что Андропов не возражает против его смерти в результате несчастного случая.
В 1982 году сыграл роль пианиста в 32 выпуске киножурнала Ералаш в сюжете "Игра окончена, маэстро!".
В 1985 году Гаврилов смог выехать из СССР на гастроли в Великобританию, откуда решил не возвращаться, и некоторое время скрывался там с помощью британских спецслужб. Впоследствии запрос Гаврилова о предоставлении ему возможности свободного передвижения был одобрен руководителями обеих стран — Маргарет Тэтчер и М.С. Горбачёвым. Ему было сохранено советское гражданство и выдан «свободный заграничный паспорт». Гаврилов стал, по его словам, первым советским артистом, «свободно выехавшим за рубеж». На данный момент является гражданином четырёх стран — России, Великобритании, Германии и Швейцарии.
Гаврилов поселился в Лондоне, затем в 1989 году переехал в Бад-Камберг под Висбаденом, там же получил немецкое гражданство. В это время он выступал с оркестрами под руководством таких дирижёров, как Клаудио Аббадо, Рикардо Мути, Евгений Светланов, Невилл Марринер, Сэйдзи Одзава, Бернард Хайтинк; в таких залах, как Карнеги-Холл (Нью-Йорк), Royal Festival Hall и Queen Elisabeth Hall (оба — в Лондоне), а также во многих других городах мира.
В 1994—2001 годах Гаврилов пережил внутренний душевный кризис. Он прекратил концертную деятельность и какое-то время жил на островах Фиджи. В 2001 году переехал в Швейцарию и вновь начал выступать на сцене.
В октябре 2003 года выступал с концертами в Москве. В 2009-2010 годах совершил большое турне по городам России и СНГ. В декабре 2012 года Гаврилов после репетиции отказался выступить в Московском международном доме музыки. Он объяснил этот поступок на своей странице в Facebook «неприемлемым уровнем игры оркестра».

## Репертуар
В репертуаре пианиста — сочинения Д. Скарлатти, Баха, Генделя, Моцарта, Гайдна, Бетховена, Шуберта, Паганини (в транскрипции Листа), Листа, Мендельсона, Шумана, Шопена, Брамса, Франка, Грига, Балакирева, Чайковского, Скрябина, Рахманинова, Прокофьева, Стравинского, Сен-Санса, Равеля, Берга, Хиндемита, Бриттена, Шостаковича, Шнитке.

## Книга «Чайник, Фира и Андрей»
В августе 2011 года на русском языке была издана автобиографическая книга Андрея Гаврилова «Чайник, Фира и Андрей» (Tchainik, Fira and Andrey. — Washington: South Eastern Publishers, 2011. — 288 p. — ISBN 978-1-936531-01-1.), охватывающая период жизни пианиста от окончания ЦМШ (1973) до отъезда из СССР в 1985 году.
Книга написана естественным языком, является свидетельством и размышлением современника одной из вех истории СССР — эпохи Брежнева. В книге отражены малоизвестные факты жизни Юрия Егорова, Мстислава Ростроповича, Галины Вишневской, Святослава Рихтера, Валерия Климова и других. В то же время Гаврилов размышляет и над более общими вопросами:
В марте 2014 года издательство «СЛОВО/SLOVO» впервые выпустило книгу в России (ISBN 978-5-387-00617-3). К книге прилагался компакт-диск с ноктюрнами Шопена, записанный Гавриловым специально для этого издания.
В декабре 2016 года издательством «АСТЕРОИД ПАБЛИШИНГ/ASTEROID PUBLISHING» был выпущен английский вариант книги (ISBN 978-1926720449). В издание включены QR-линки к ноктюрнам Шопена в исполнении Гаврилова.

## Семья
Жена — Юка Гаврилова, японская пианистка. Сын — Арсений Гаврилов (родился в 2002 году).